# Chrismatopteris holttumii
Chrismatopteris holttumii là một loài dương xỉ trong họ Thelypteridaceae. Loài này được Quansah & D.S. Edwards mô tả khoa học đầu tiên năm 1986.
Danh pháp khoa học của loài này chưa được làm sáng tỏ. 